# Cadillac ATS
La Cadillac ATS è un'autovettura di fascia media prodotta dalla casa automobilistica statunitense Cadillac dal 2013; già nel 2018 è stato dichiarato che la produzione sarebbe cessata nel 2019.

## Il contesto
Negli Stati Uniti è la prima autovettura del marchio a rientrare in questa categoria di autovetture, ovvero nel segmento D; precedentemente c'era stata solo la Cadillac BLS venduta però solo in alcuni mercati europei.

## Motorizzazioni
I motori con il quale è venduta sono tutti a benzina, e variano da un 2.0 a 4 cilindri turbo ad un 3.6 V6 aspirato, introdotto nel 2016, tutte le versioni sono dotate di serie di un cambio automatico a 6 marce.

## Restyling 2015
Nel 2015 la ATS ha subìto un restyling che comprende: la griglia a due listelli cromati orizzontali, stemma Cadillac ridisegnato e nuovi paraurti.

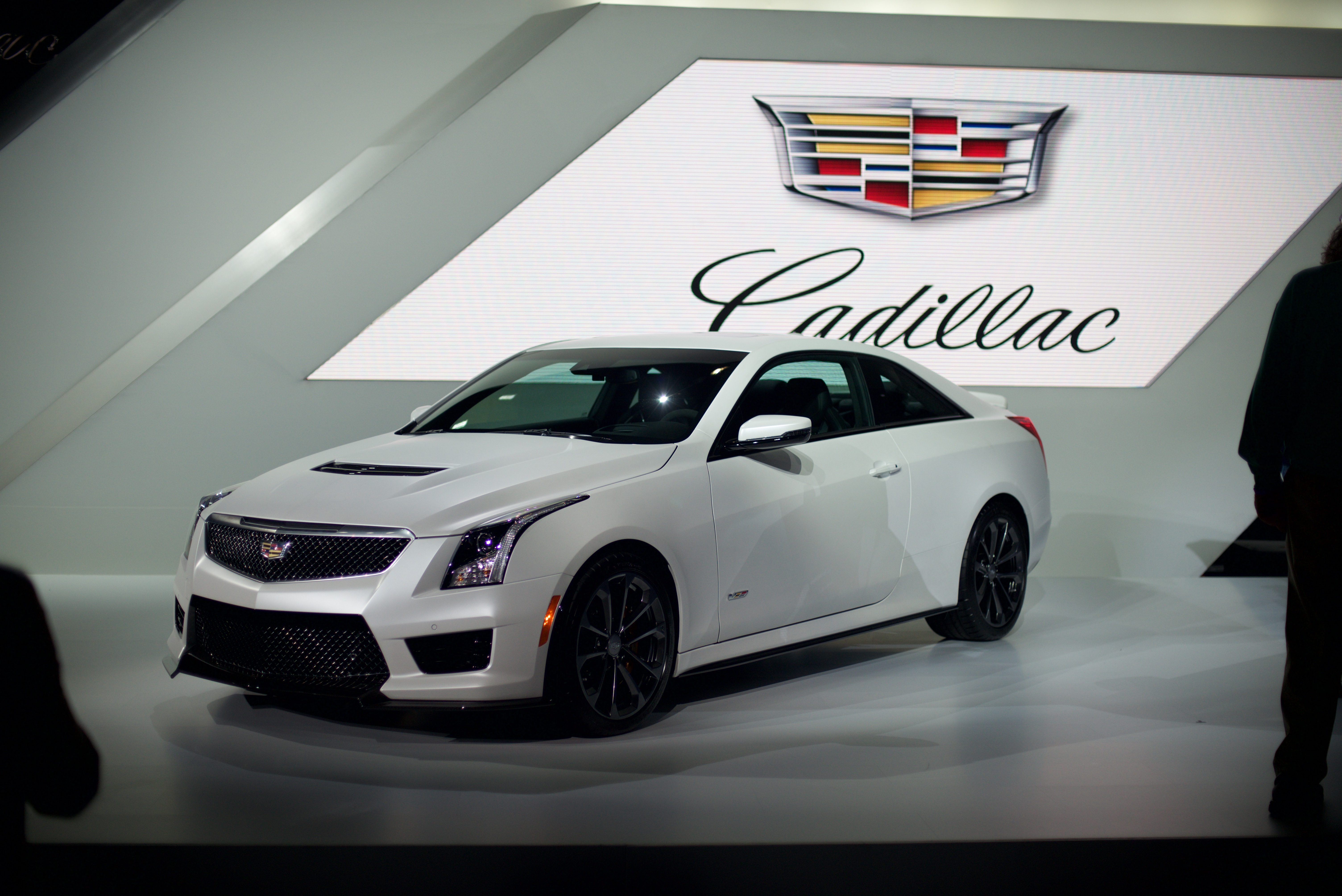
ATS-V

## ATS-V
La Cadillac ATS-V è una versione ad alte prestazioni della Cadillac ATS, simile alla CTS-V. La ATS-V è disponibile in due tipologie di carrozzeria (coupé e berlina), introdotta nel 2016.
L'ATS-V è dotati di trazione posteriore ed è alimentato da un V6 biturbo LF4 da 3,6 litri che produce 464 CV e 603 Nm di coppia.
La berlina con cambio automatico può scattare da 0 a 97 km/h in 3,7 secondi e ha una velocità massima di 304 km/h.